# 2000年の航空
< 2000年
1999年の航空 - 2000年の航空 - 2001年の航空

## 航空に関する出来事
- 2000年 - イギリスのデイヴィッド・ヘンプルマン＝アダムズが気球で北極点に到達した。
- 2000年 - イギリスのジェームズ・デクスターとミカエル・ケンドリックが飛行船の速度記録92.8km/hを樹立した。
- 2月11日 - ジェットブルー航空が、ニューヨークのジョン・F・ケネディ国際空港-フロリダ州フォートローダデール間に就航した。

- 2月29日 - ロシア空軍向けにミコヤンが開発した、第5世代ジェット戦闘機の概念実証機1.44が初飛行した。
- 4月14日 - コンゴのキンシャサ空港で爆発事故が発生し、100人以上の死者がでるとともに、2機の航空機が破壊された。
- 5月15日 - キプロスの最初の独立系民間航空会社、ヘリオス航空が最初のチャーター便を運航した。
- 6月22日 - アエロメヒコ航空、エールフランス、デルタ航空、大韓航空によりスカイチームが設立された。
- 7月10日 - エアバス社と欧州の航空宇宙企業が統合され、EADS社となった。
- 7月25日 - フランス・パリのシャルル・ド・ゴール空港からアメリカ・ニューヨークに向けて離陸したエール・フランス4590便が離陸直後から主翼が炎上し、離陸から2分後に墜落し、搭乗者109名全員と墜落現場付近の4名のあわせて113名が死亡し、10名以上が負傷した。（→コンコルド墜落事故）
- 8月16日 - 7月の墜落事故によって、コンコルドの耐空証明が停止された。
- 8月31日 - オーストラリアの国内線格安航空会社、ヴァージン・ブルーが運航を開始した。
- 9月6日 - 消防用飛行機に改造されたロッキードC-130輸送機が、フランスローヌ＝アルプ地域圏のBurzetで墜落した。
- 9月18日 - ボーイング実験機、X-32Aが初飛行した。

## 2000年に初飛行した機体の画像

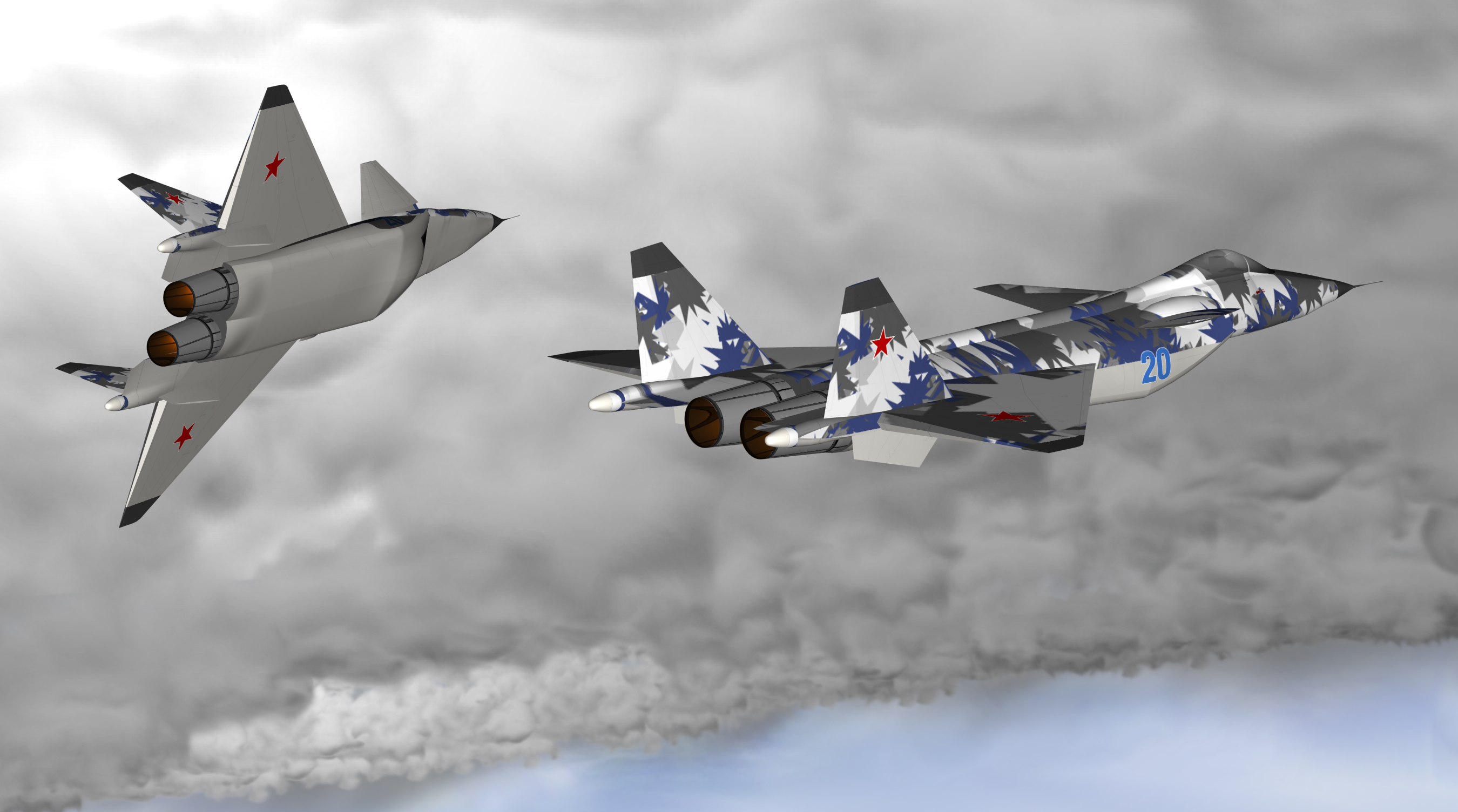
Изделие 1.44 （2月29日）
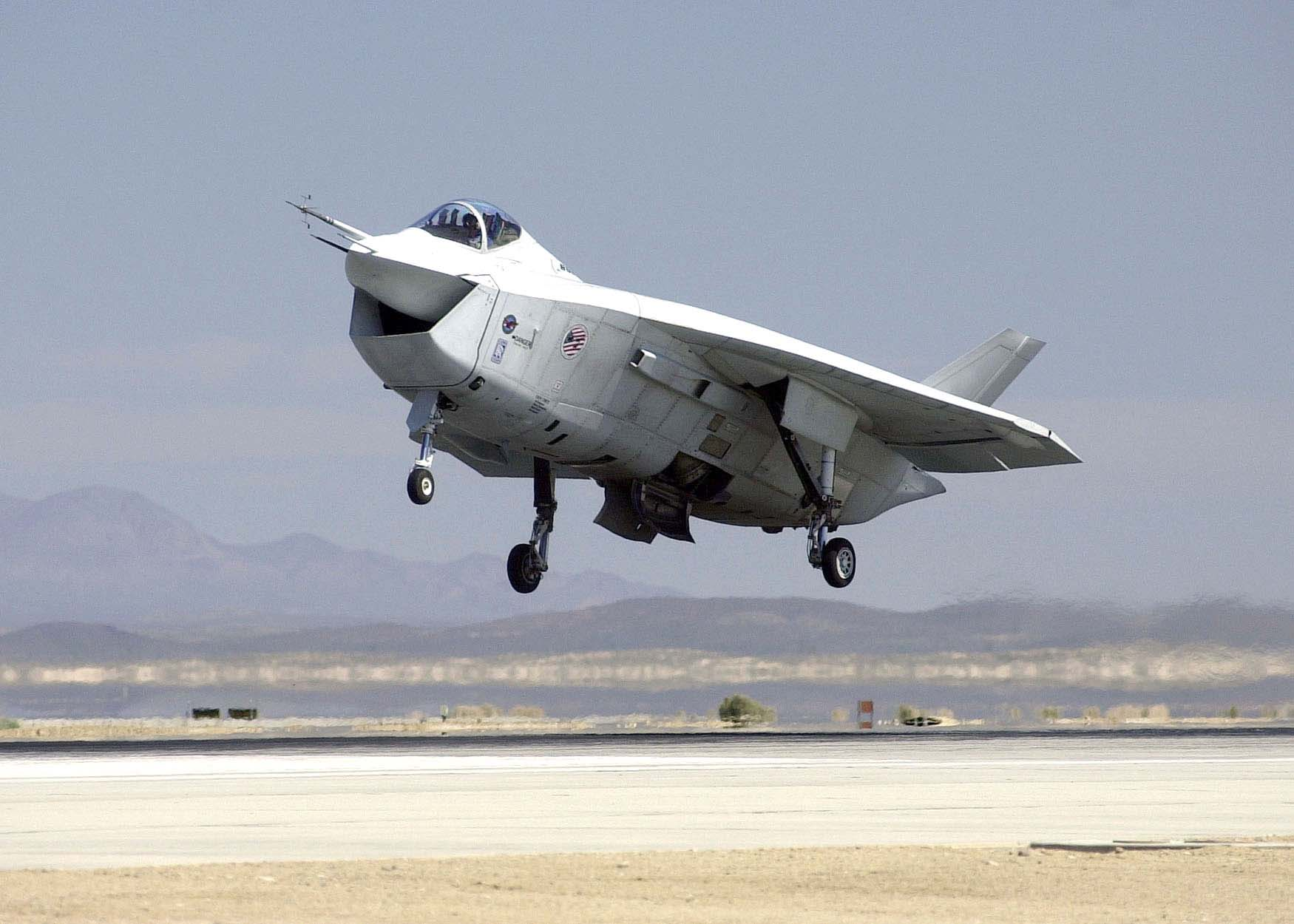
X-32 （9月18日）

## 航空に関する賞の受賞者
- フランス飛行クラブ大賞（Grande Medaille de l'Aero-Club de France ）：ジャン＝ピエール・エニュレ
- ハーモン・トロフィー： デイヴィッド・ヘンプルマン＝アダムズ（英）
- デラボー賞：ジェームズ・デクスター(James Dexter:UK)、ミカエル・ケンドリック(Michael Kendrick:UK)